# Giuseppe Enrici
Giuseppe Enrici (Pittsburgh, 2 gennaio 1896 – Nizza, 1º settembre 1968) è stato un ciclista su strada italiano, attivo negli anni venti, vinse una edizione del Giro d'Italia.

## Carriera
Ciclista di medio livello, la sua principale vittoria è quella al Giro d'Italia del 1924, nel quale si aggiudicò anche due tappe. Proprio al Giro d'Italia ha raccolto i risultati migliori della sua carriera classificandosi 3º nel 1922, 6º nel 1923 e 5º (ma 1º nella categoria "isolati") nel 1926. Nelle altre corse di rilievo solo il 2º posto al Giro dell'Emilia del 1923. Abbandonò l'attività nel 1928.

## Palmarès
- 1923 (Legnano - Pirelli, tre vittorie)

Coppa Cavaciocchi
Giro del Sestriere
Giro del Penice
- 1924 (Legnano - Pirelli, tre vittorie)

7ª tappa Giro d'Italia (Foggia > L'Aquila)
8ª tappa Giro d'Italia (L'Aquila > Perugia)
Classifica generale Giro d'Italia
- 1928 (due vittorie)

3ª tappa Circuit du Provence (Alès > Valence)
7ª tappa Circuit du Provence (Digne > Nizza)

## Piazzamenti

### Grandi Giri
- Giro d'Italia

1922: 3º
1923: 6º
1924: vincitore
1925: ritirato
1926: 5º
1927: ritirato
1928: 13º
- Tour de France

1924: ritirato (4ª tappa)
1925: ritirato (11ª tappa)

### Classiche monumento
- Milano-Sanremo

1922: 17º
1923: 17º
- Giro di Lombardia

1923: 10º